# Elisabeth Hering
Elisabeth Hering (n. 17 ianuarie 1909, Cluj — d. 15 iulie 1999, Leipzig) a fost o scriitoare germană născută în Transilvania.

## Viața
Elisabeth Hering s-a născut la Cluj ca cea mai mare fiică într-o familie de sași. Tatăl ei Hans Leicht a scris poezii iar bunicul din partea mamei, Josef Bacon, s-a ocupat de istorie. A copilărit în  Sighișoara unde a terminat și gimnaziul. S-a căsătorit cu preotul Hans Ackner și în 1930 s-au mutat la Sibiu. În 1943 bărbatul ei a fost trimis ca preot în Polonia, și întraga familie care cuprindea acum patru copii s-a mutat acolo. Spre sfârștul războiului au ajuns în Turingia. În 1951 Elisabath Hering s-a despărțit de Hans Ackner și s-a căsătorit în 1952 cu Walter Hering.

## Lucrări
- "Der Oirol: 2 Liebesgeschichten aus dem alten Korea", publicată ca Elisabeth Ackner, Rupert-Verlag, Leipzig 1951
- "Hong Kil Tong und andere Märchen (aus Korea)", publicată ca Elisabeth Ackner, Jugendbuchverlag Ernst Wunderlich, Leipzig 1951
- "Li Tseh: Eine Liebesgeschichte aus dem alten Korea", Leipzig, Insel-Verlag, 1955
- "Drei Lebensretter: Eine Erzählung aus den Tagen Behrings"  cu ilustrații de Rudolf Haupt, Leipzig, Jugendbuchverl Ernst Wunderlich, 1955
- "Der Heinzelmännchen Wiederkehr", Leipzig, Jugendbuchverlag E. Wunderlich, 1955
- "Schrieb Noah schon?", în colaborare cu Walter Hering, apărură mai târziu ca "Rätsel der Schrift" Leipzig, Jugendbuchverlag E. Wunderlich, 1956, lucrare de popularizare tradusă în română și maghiară
- "Märchen aus Rumänien", mai târziu sub titlul "Der goldene Birnbaum und andere Märchen aus Rumänien", împreună cu Walter Hering, Berlin, Altberliner Verlag Groszer, 1956
- "Südseesaga", ilustrații de Rudolf Nehmer, Leipzig, Jugendbuchverlag E. Wunderlich, 1956, Premiul concursului cărții pentru tineret al Ministerului Culturii din RDG
- "Hansel weckt den Weihnachtsmann" , O piesă în trei tablouri pentru copii, muzică de Carl-Ernst Teichmann, Hofmeister, Leipzig 1957, 26 p. cu note
- "Die Magd der Pharaonen", roman, Leipzig, Editura Prisma, 1958, reeditat de editura Boje Stuttgart, tradus în limba rusă și slovacă
- "Sagen und Märchen von der Nordsee", Berlin, Altberliner Verl. Groszer, 1959, reeditată de editura Boje Stuttgart
- "Savitri: 2 indische Liebesgeschichten nach dem Mahabharata", Leipzig, Editura Prisma, 1959
- "Der Diakon von Monstab", roman, împreună cu Walter Hering, Berlin, Union-Verlag, VOB, 1961
- "Sagen von Donau und Rhein", ilustrații de Kurt Eichler, Berlin Altberliner Verlag L. Groszer, 1959
- "Der Bildhauer des Pharao", roman cu ilustrații de Gerhard Stauf, Leipzig, Editura Prisma, 1963; reeditată de editura Boje Stuttgart, tradus în italiană
- "Die Frau des Gefangenen: Eine Erzählung um Hugo Grotius", Berlin, VOB Union Verl., 1963
- "Kostbarkeiten aus dem deutschen Märchenschatz", primul din 3 volume, Berlin, Altberliner Verl. L. Groszer, 1963, reeditat la Editura Knaur
- "Ihm zum Bilde", roman, Berlin, Union-Verlag, VOB, 1965
- "Angeklagt ist Aspasia", roman cu ilustrații de Gerhard Stauf, Leipzig, Editura Prisma, 1967
- "Wolken über Wien", roman, Berlin, Union-Verl. VOB, 1970
- "Zu seinen Füssen Cordoba", roman istoric, Leipzig, Editura Prisma, 1973
- "Schatten Gottes auf Erden", roman, Berlin, Union-Verlag, 1977
- "Die Puten im Joch: rumän. Schwänke, Legenden, Märchen", redactat de Elisabeth Hering, cu 16 ilustrații după motive de broderie românească, Leipzig, Weimar. Kiepenheuer, 1980
- "Das Vermächtnis der frühen Freunde. Anruf und Auftrag an uns", Pyrmonter Jahresversammlung, Bad Pyrmont, Quäkerhaus, 1980
- "Irrgarten des Lebens", roman, Leipzig, Editura Prisma, 1984
- "Kostbarkeiten aus dem deutschen Märchenschatz", în trei volume cu ilustrații de Christa Unzner-Fischer, Berlin, Altberliner Verl. L. Groszer, 1986
- "König Mátyás und die Rátóte, Ungarische Schildbürgerstreiche und Anekdoten", editat în colaborare cu Éva Jávorszky și Heinrich Weissling, Kiepenheuer, 1988
- "Versunkene Welt - Biographische Erinnerungen an die Kindheit", Leipzig, editură proprie, 1992